# Simulium tachengense
Simulium tachengense är en tvåvingeart som beskrevs av Shu Wen An och George C. Maha 1994. Simulium tachengense ingår i släktet Simulium och familjen knott. Inga underarter finns listade i Catalogue of Life.